# Jennifer Lamy
Jennifer Frances „Jenny” Lamy, później Frank (ur. 28 lutego 1949 w Wagga Wagga) – australijska lekkoatletka specjalizująca się w biegach sprinterskich, brązowa medalistka igrzysk olimpijskich w 1968 r. w Meksyku, w biegu na 200 metrów.

## Finały olimpijskie
- 1968 – Meksyk, bieg na 200 metrów – brązowy medal
- 1968 – Meksyk, sztafeta 4 × 100 metrów – 5. miejsce

## Inne osiągnięcia
- mistrzyni Australii juniorek w biegu na 100 jardów – 1965, 1966
- mistrzyni Australii juniorek w skoku w dal – 1966
- mistrzyni Australii w biegu na 100 m – 1969
- mistrzyni Australii w biegu na 200 m – 1967, 1969
- wielokrotna rekordzistka Australii[1]
- 1966 – Kingston, igrzyska Imperium Brytyjskiego i Wspólnoty Brytyjskiej – dwa medale: złoty w sztafecie 4 × 110 jardów oraz srebrny w biegu na 220 jardów
- 1969 – Tokio, Igrzyska Konferencji Pacyfiku – złoty medal w sztafecie 4 × 100 m
- 1970 – Edynburg, igrzyska Brytyjskiej Wspólnoty Narodów – złoty medal w sztafecie 4 × 100 m
- 1974 – Christchurch, igrzyska Brytyjskiej Wspólnoty Narodów – złoty medal w sztafecie 4 × 100 m

## Rekordy życiowe
- bieg na 100 metrów – 11,2 – 1967
- bieg na 200 metrów – 22,88 – Meksyk 18/10/1968